# Caco de Vidro
Caco de Vidro é o segundo álbum da cantora brasileira Duda Brack, lançado em 4 de novembro de 2021 pelos selos Matogrosso (de Ney Matogrosso) e Alá Comunicação e Cultura (de Jorginho Veloso), distribuído pela Altafonte e produzido pela própria Duda e Gabriel Ventura.
Ao final de 2020, quando apresentava seu projeto audiovisual Uma Saga de Duda Brack, ela já planejava lançar o disco (já batizado à época) no ano seguinte. Naquela altura, ela falou que o álbum traria funk, pagode, folk e ritmos latinos. O disco é um desdobramento do espetáculo, que conta a história de uma mulher que se liberta de uma relação abusiva por meio da força feminina. A cantora o descreveu como "um disco extremamente feminino e também feminista".
Enquanto o preparava, Duda já criou o repertório do seu sucessor, que será lançado futuramente, "o quanto antes".

## Contexto e conceito
O disco veio após um período de depressão que Duda enfrentou após sua estreia É, que encavalou em desilusões amorosas e relacionamentos abusivos. Originalmente previsto para 2020, acabou suspenso por conta da pandemia. Foi anunciado para 15 de outubro de 2021 antes de ter seu lançamento oficializado para o dia 4 do mês seguinte.
O título do disco, retirado de sua décima faixa, e a paleta de cores da capa dialogam com o processo de reestruturação que Duda passava em sua vida. Segundo ela "esse disco era um encerramento de vários ciclos na minha vida, um processo de amadurecimento, de cura, de transmutação. Então, trazer a coisa do estilhaço mais como algo que se rompe para algo novo poder surgir". A cor laranja da capa é inspirada no chackra sexual e criativo, enquanto que os clipes das faixas usam as cores laranja e azul como referências à Fênix.

## Informações das faixas
Duda já tinha a intenção de gravar "Esmigalhado", de Sandro Dornelles, desde antes do disco, mas a faixa acabou esquecida em seu repertório até que seu baixista Yuri Pimentel sugeriu ressuscitá-la em forma de funk para compor o disco. A composição final mescla este gênero com o trap. A faixa tem samples de trechos d'A Voz do Brasil, de uma fala de Caetano Veloso dizendo "Deus é um de nós", de trechos do Sítio do Picapau Amarelo e de funks dos anos 1990.
"Saída Obrigatória" foi originalmente composta por Chico Chico com João Mantuano, mas Duda a retrabalhou inspirando-se numa então recente viagem para o México e Cuba, onde ela ouviu bastante cúmbia. Sua letra fala da noite carioca.
O instrumental de "Carta Aberta" originalmente era a introdução de "Man", mas Duda não queria nem ter uma abertura tão longa para a faixa, nem desperdiçar o trabalho. Assim, ela decidiu separar a introdução numa faixa independente e usá-la para ambientar uma letra que é a declamação de uma carta aberta que ela escreveu em 2019 e nunca havia publicado antes. "Man", por sua vez, marca sua primeira gravação como guitarrista. Ian Ramil a comparou a "Since I've Been Loving You", do Led Zeppelin.
"Ouro Lata" foi lançada como segundo single e tem as participações de Ney Matogrosso e BaianaSystem. Foi produzida e arranjada por estes últimos, composta por Duda e inspirada pelo livro As Veias Abertas da América Latina, de Eduardo Galeano. A faixa marcou a primeira vez que ela propôs uma parceria sem prover direcionamentos aos convidados.
"Toma Essa", lançada como primeiro single, é a segunda parte de Uma Saga de Duda Brack, foi escrito por Bruna Caram, coproduzido por Felipe Rosano e acompanhado por um vídeo com a participação de Ney e Gabriel Leone.
A faixa de encerramento "Contragolpe" foi feita com base em um sample do Hypnotic Brass Ensemble ("Lead of Way" do disco Book of Sounds (2017)) que foi posteriormente trabalhado por Duda, Lúcio Maia e o produtor Gabriel.
Em 20 de março de 2020, a cantora lançou o single "Pedalada", composto por ela e Chico Chico e gravado em outubro de 2018. Ele foi anunciado como parte do álbum, mas acabou de fora da lista de faixas final.

## Recepção

### Crítica
| Críticas profissionais | Críticas profissionais |
| Avaliações da crítica  | Avaliações da crítica  |
| Fonte                  | Avaliação              |
| ---------------------- | ---------------------- |
| G1                     | [ 6 ]                  |

Mauro Ferreira do G1 viu o álbum como representante de uma onda da música feminina recente que incorpora letras contra o machismo. Classificou-o como "intenso como o canto de Duda Brack" e disse que ele "reitera a forte personalidade artística e vocal" dela. Encerrando sua análise, disse que a cantora "pula e cai em pé, pisando firme sobre o império patriarcal. [...] se confirma relevante e, cheia de autoestima e razão, desfere contragolpes precisos no macho latino-americano."

## Lista de faixas
| Faixas de Caco de Vidro |                                                              |                                             |         |  |
| N.º                     | Título                                                       | Compositor(es)                              | Duração |  |
| 1.                      | "Esmigalhado"                                                | Sandro Dornelles                            | 2:14    |  |
| 2.                      | "Saída Obrigatória" (coproduzida por Elísio Freitas)         | Duda Brack (música), Chico Chico (letra)    | 2:26    |  |
| 3.                      | "Tu"                                                         | Júlia Vargas (música), André Vargas (letra) | 4:23    |  |
| 4.                      | "Carta Aberta"                                               | Duda                                        | 1:23    |  |
| 5.                      | "Man"                                                        | Alzira Espíndola, Itamar Assumpção          | 3:15    |  |
| 6.                      | "Ouro Lata" (com Ney Matogrosso e BaianaSystem)              | Duda                                        | 3:28    |  |
| 7.                      | "Sueño Con Serpientes"                                       | Silvio Rodríguez                            | 3:54    |  |
| 8.                      | "Macho Rey" (com Cuca Ferreira)                              | Ian Ramil, Juliana Cortes                   | 2:53    |  |
| 9.                      | "Toma Essa" (com Os Capoeira; coproduzida por Felipe Roseno) | Bruna Caram                                 | 2:57    |  |
| 10.                     | "Caco de Vidro" (com Maycon Ananias)                         | André                                       | 2:26    |  |
| 11.                     | "Contragolpe" (com Lúcio Maia, Hypnotic Brass Ensamble)      | Duda, Gui Fleming                           | 3:31    |  |
| Duração total:          | Duração total:                                               | Duração total:                              | 32:50   |  |

## Créditos
Créditos conforme Mauro Ferreira e Noize:
- Duda Brack — vocais em todas as faixas; guitarra em "Man"; violão principal em "Sueño con Serpientes"
- Gabriel Ventura — violão tenor em "Man"; guitarra em "Macho Rey"
- Yuri Pimentel — baixo em "Carta Aberta", "Man"
- Lúcio Maia (Nação Zumbi) — guitarra em "Contragolpe"
- Barbosa — bateria em "Tu"
- Os Capoeira — percussão em "Toma Essa"
- Felipe Roseno — percussão em "Tu"
- Maycon Ananias — arranjos de cordas
- Vitor Tosta — trombones em "Carta Aberta" e "Man"; arranjos de sopros
- Quarteto Avant Guarde — arranjo de cordas em "Man" e "Caco de Vidro"
- Cuca Ferreira — arranjo de sopros em "Macho Rey"
- Guilherme Nabhan — foto da capa